# Дмитро Жаботинський
Дмитро Жаботинський (латис. Dmitrijs Žabotinskis; 19 січня 1980, м. Огре, Латвія) — латвійський хокеїст, воротар. 
Виступав за команди ХК «Лідо Нафта» (Рига), ХК «Рига 2000», «Металургс» (Лієпая), ХК «Огре», «Арлан» (Кокшетау).
У складі національної збірної Латвії учасник чемпіонатів світу 2008 і 2009 (0 матчів). У складі молодіжної збірної Латвії учасник чемпіонатів світу 1999 (група B) і 2000 (група B).